# Steeler Jungs
Die Steeler Jungs (Eigenbezeichnung First Class Crew – Steeler Jungs) sind eine neonazistische Gruppierung, die seit 2017 hauptsächlich in Essen tätig war und vor allem mit wöchentlichen sogenannten „Stadtspaziergängen“ im Essener Stadtteil Steele in Erscheinung getreten ist. Die Gruppe gilt als ein typisches Beispiel für Mischstrukturen von Neonazis, Rockern und Hooligans. Die Steeler Jungs werden vom Verfassungsschutz beobachtet und von diesem als „bürgerwehrähnliche Gruppierung“ bezeichnet. Ende 2023 meldete das Innenministerium, dass die Steeler Jungs seit 2020 stetig an Bedeutung verloren hätten und im gesamten Jahr nicht mehr öffentlich als Gruppe in Erscheinung getreten seien. Die Mitglieder seien aber weiterhin unter Beobachtung.

## Entstehung und Hintergrund
Die rechtsextreme Szene in Nordrhein-Westfalen ist in den letzten Jahren in einem stetigen Wandel. Freie Kameradschaften und Autonome Nationalisten sind unter anderem aufgrund von staatlichen Repressionen weniger geworden. Mit den „Hooligans gegen Salafisten“ (kurz HoGeSa) tauchte ab 2014 ein neues Phänomen im rechtsextremen Milieu auf. Die Teilnehmer an den brutalen Straßenschlachten gegen die Polizei waren keine Neonazis im klassischen Sinne, sondern zumeist gewaltbereite rechte Hooligans. Aus diesem eher politikfernen Milieu rekrutieren sich die meisten Mitglieder der selbsternannten Bürgerwehren. Neben den Steeler Jungs in Essen sind dies auch die Bruderschaft Deutschlands in Düsseldorf, der „Begleitschutz Köln“ oder „Mönchengladbach steht auf“. Alle diese Organisationen werden vom Verfassungsschutz beobachtet und von diesem als Mischszene bezeichnet, in denen sich sogenannte Wutbürger, Neonazis, Hooligans, Kampfsportler und Menschen aus der Türsteherszene zusammenschließen. Die Stammkneipe der Steeler Jungs, das „300“, werde von Christian W. (alias „Bifi“) betrieben, der Kampfsportler und ehemaliger Präsident der Bandidos im nahe gelegenen Bottrop und später Essen East sei, wie der Störungsmelder der Zeit mit Verweis auf die Mobile Beratung gegen Rechtsextremismus im Regierungsbezirk Düsseldorf berichtet.
Diese Gruppierungen haben gemein, dass sie offenbar der Meinung sind, sie müssten Deutschland, speziell die deutschen Frauen, vor kriminellen Zuwanderern retten, weil der Staat versage. Der Düsseldorfer Rechtsextremismus-Experte Alexander Häusler äußerte gegenüber der WAZ: „Sie eint ein ganz primitives, schlichtes, rassistisches Weltbild. Auch bei ihnen droht eine mögliche Radikalisierung einzelner Mitglieder bis hin zur Begehung rechtsterroristischer Straftaten.“ Die Mobile Beratung gegen Rechtsextremismus äußerte gegenüber dem Störungsmelder weiter, dass sich die Gruppe der in rechtsextremen Kreisen üblichen Argumentation bediene, „die deutsche Asylpolitik habe zu einer erheblichen Zunahme sexualisierter Gewalt geführt“.

## Verbindungen mit der rechtsextremen Szene
Anfang August 2019 veranstalteten die Steeler Jungs einen „Trauermarsch für den getöteten achtjährigen Jungen aus Frankfurt“, an dem rund 350 Menschen teilnahmen. Hier liefen die Steeler Jungs erstmals offen zusammen mit bekannten Dortmunder Neonazi-Kadern wie Siegfried Borchardt (alias „SS-Siggi“), dem Chef der Partei „Die Rechte“ Sascha Krolzig und NPD-Landeschef Claus Cremer. In seinem Bericht urteilt der Landesverfassungsschutz, dass diese Gruppierungen eine „Abgrenzung vom Rechtsextremismus als irrelevant oder gar als falsch ansehen“ und die Rechtsextremisten diese Entwicklung begrüßen und überlegen wie man „diese überwiegend fremdenfeindlich motivierten Proteste weiter radikalisieren kann“. Der Störungsmelder zitiert die Mobile Beratung gegen Rechtsextremismus, die „offensichtlich guten Kontakte in die rechtsextreme Szene sowie der Umgang mit Gegenprotesten auf der Straße“ widerspreche dem Anschein einer friedlichen Gruppierung. Max Adelmann vom Bündnis „Essen stellt sich quer“ sagte gegenüber dem Störungsmelder, die Steeler Jungs vernetzen sich mit der gewalttätigen Bruderschaft Deutschland aus Düsseldorf und suchten den Schulterschluss zu anderen Bürgerwehren und Hooligans. Der Verfassungsschutz teilte der Deutschen-Presse-Agentur (dpa) auf Anfrage mit, „einige Mitglieder weisen rechtsextreme Bezüge auf“. Mittlerweile gibt es auch in anderen Essener Stadtteilen ähnliche Gruppierungen (Huttroper Jungs, Borbecker Jungs).

## Erscheinung in der Öffentlichkeit und Reaktionen
Seit 2017 treffen sich die Steeler Jungs jede Woche in Steele und starten von dort aus die sogenannten Spaziergänge durch das Viertel. Meist zum Bahnhof Essen-Steele, durch die Innenstadt und schließlich zur „Sportsbar 300“, die nach Angaben der Polizei als eine Art Vereinsheim genutzt wird. In der Regel werden weder Parolen skandiert noch Plakate getragen. Zu großen Teilen tragen sie Shirts und Mützen mit der Aufschrift „Steeler Jungs“ und „First Class Crew“ in altdeutscher Schrift. Eine politische Gesinnung wird so auf den ersten Blick nicht ersichtlich. „Was den Eindruck erwecken soll, es ginge um Schutz, dient in Wahrheit der Einschüchterung: Die Spaziergänge (…) sollen Angst vor einer angeblichen Gefahr durch Flüchtlinge und andere Einwanderer schüren.“ schreibt dazu der Störungsmelder der ZEIT. Im Verfassungsschutzbericht heißt es dazu, durch die gemeinsamen Patrouillen „wird auch ein vermeintlicher Gebietsanspruch der Gruppe in ihrem Viertel demonstriert“.
Laut Verfassungsschutz nehmen wöchentlich zwischen 50 und 100 Menschen an den Rundgängen teil. Diese werden inzwischen von der Polizei begleitet, regelmäßig finden auch Gegendemonstrationen unterschiedlicher Stärke statt, im September 2019 mit bis zu 2500 Teilnehmenden. In einer Resolution, die der Essener Stadtrat Ende Mai 2019 verabschiedete, heißt es: „Hinter einer vermeintlichen harmlosen Fassade verbirgt sich womöglich ein bundesweit agierendes Netzwerk mit intensiven Kontakten in die extreme rechte Szene.“

## Gewalttaten und polizeiliche Ermittlungen
Unabhängig von der friedlichen, bürgerlichen und beschützenden Selbstinszenierung birgt die Organisation offenbar ein beträchtliches Gewaltpotenzial.
Am 21. März 2018 hatte das Bündnis „Essen stellt sich quer“ zu einer Demonstration zum internationalen Tag gegen Rassismus aufgerufen. Die Steeler Jungs versammelten sich ebenfalls auf dem Kaiser-Otto-Platz in der Innenstadt von Steele. Im Anschluss an die Demonstration der Steeler Jungs fiel eine Person auf, die aus der Menge der Teilnehmenden heraus den Hitlergruß zeigte. Die Polizei nahm die Ermittlungen auf. Der Oberbürgermeister Thomas Kufen äußerte sich dazu: „Die Zuspitzung und Verunsicherung im Stadtteil Essen-Steele beobachte ich mit Sorge. Wie Steele steht unsere gesamte Stadt für eine offene und tolerante Gesellschaft. In Essen leben traditionell Menschen aus vielen Kulturen und Herkunftsländern friedlich zusammen. Ich werde alles daran setzen, dass das auch so bleibt.“
In der Nacht zum 27. März 2018 wurden zwei Schüsse auf den Wintergarten des Kulturzentrums „Grend“ abgegeben, welches schräg gegenüber dem Treffpunkt der Steeler Jungs, dem „300“ liegt. Ein Projektil schlug in die gegenüberliegende Wand der Kneipe des Grend ein, in der Fensterscheibe fanden sich zwei Einschusslöcher. Der Staatsschutz hatte die Ermittlungen in dem Fall übernommen und auch, aber nicht nur die Steeler Jungs in Verdacht. Das Bündnis „Essen stellt sich quer“, welches regelmäßig gegen die Aufmärsche der Steeler Jungs demonstriert, trifft sich häufig anschließend im Kulturzentrum.
Ende April 2018 sollen drei Männer, die der Gruppe zugeordnet werden, die Gaststätte „Freak Show“ am Grendplatz betreten und dort einen verbalen Streit angezettelt haben. Nachdem sie des Hauses verwiesen wurden, seien sie später in größerer Zahl zurück auf den Grendplatz gekommen und es sei zu tätlichen Übergriffen gekommen. Dies löste einen Großeinsatz der Polizei aus. Drei Männer widersetzten sich den ausgesprochenen Platzverweisen und wurden von der Polizei in Gewahrsam genommen. Ein Beteiligter griff die Polizei bei einem Befreiungsversuch tätlich an und wurde von einem Diensthund in den Oberschenkel gebissen. Er musste daraufhin stationär behandelt werden. Aufgrund des Vorfalls verstärkte die Polizei ihre Präsenz in Steele, begleitete ab diesem Zeitpunkt die wöchentlichen Aufmärsche der Steeler Jungs und nahm bei einem Aufmarsch Anfang Mai 2018 mit einem Großaufgebot von allen beteiligten 30 bis 40 Männern die Personalien auf.
Am 12. Juli 2021 wurde die Rockergruppe „Bandidos MC Federation West Central“ durch das Bundesinnenministerium verboten und aufgelöst. Nach Einschätzung des Bundesinnenministeriums ginge es der Gruppierung nicht um gemeinsames Motorradfahren, sondern vielmehr darum „einen territorialen und finanziellen Machtzuwachs innerhalb der Rockerszene anzustreben und entsprechende Ansprüche regelmäßig auch mit Gewalt, insbesondere gegenüber anderen Rockergruppierungen in seinem regionalen Einflussgebiet durchzusetzen“. Zu den verübten Straftaten zähle die Polizei Drogen-, Waffen- und Menschenhandel, schwere Körperverletzung sowie versuchte und vollendete Tötungsdelikte. Anfang 2019 hatte es eine Schießerei in der Kölner Innenstadt gegeben, die als Teil des Machtkampfes zwischen „Bandidos“ und „Hells Angels“ eingeordnet wurde. Bei den Razzien im Zuge des Verbotsverfahrens wurde die Stammkneipe der Steeler Jungs, das „300“, ebenfalls als „Clubtreff“ der Bandidos eingestuft, durchsucht und kurzzeitig geschlossen.

## Auflösung
Nach Angaben des Innenministeriums habe die Gruppierung seine Hochphase in den Jahren 2018 und 2019 gehabt, seitdem hätte sie aber an Bedeutung verloren und die Aktivität der Gruppe stetig abgenommen. Die Gründe sieht das Innenministerium zum einen in den Corona-Schutzmaßnahmen in dieser Zeit und zum anderen im Verbotsverfahren gegen die Rockergruppierung Bandidos MC Federation West Central im Sommer 2021, da die Führungsperson der Steeler Jungs ebenfalls Präsident der Untergruppierung Bandidos MC Essen-East war. Darüber hinaus habe es aber Streitigkeiten unter den Mitgliedern gegeben und so seien die Steeler Jungs seit dem Jahr 2023 nicht mehr als Gruppierung gemeinsam öffentlich in Erscheinung getreten. Da die Mitglieder weiterhin miteinander vernetzt seien und ein Großteil aus gewaltbereiten Subkulturen stamme, blieben sie weiterhin im Blick des Verfassungsschutzes, um etwaige neue Aktivitäten frühzeitig zu erkennen.
Das Bürgerbündnis „Steele bleibt bunt“, welches sich im Sommer 2018 als Reaktion auf die Steeler Jungs gegründet hatte, wurde im Jahr 2023 mit dem Deutschen Engagementpreis in der Kategorie „Demokratie stärken“ ausgezeichnet, da sie mit Nachbarschaftsfesten, Demonstrationen, Konzerten, Lesungen und anderen Aktionen ein deutliches Zeichen gegen Rassismus, Fremdenhass und Antisemitismus gesetzt hätten.